# Bernard Picart

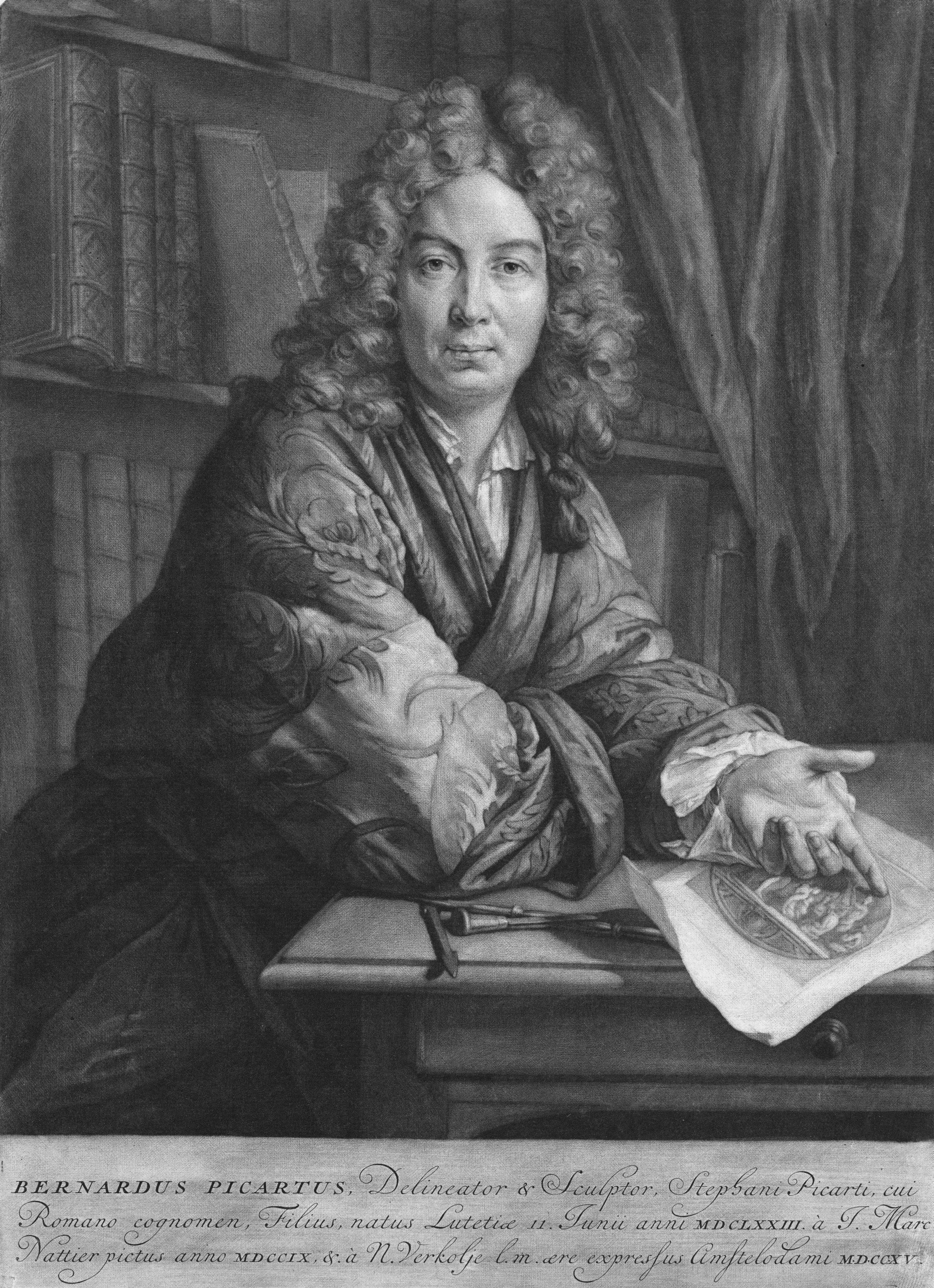
Bernard Picart (nach Jean-Marc Nattier, 1765)

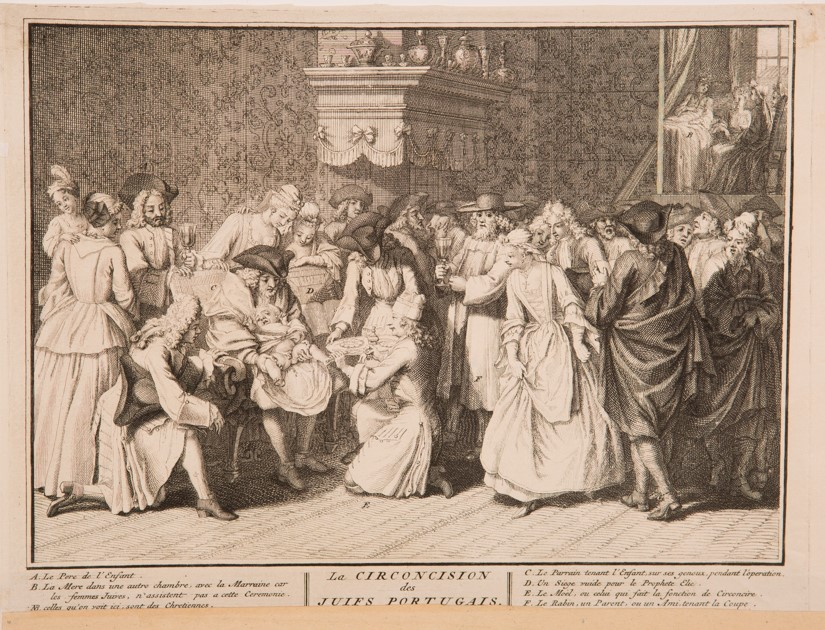
Die Beschneidung der portugiesischen Juden und die Auslösung des Erstgeborenen, 1722, in der Sammlung des Jüdischen Museums der Schweiz.

Bernard Picart (auch Pikahr) (* 11. Juni 1673 in Paris; † 8. Mai 1733 in Amsterdam) war ein französischer Kupferstecher und Buchillustrator.

## Leben
Bernard Picart war zuerst Schüler seines Vaters Étienne Picart (1632–1721), des Benoît Audran d. Ä. und ab 1689 von Sébastien Le Clerc (1637–1714). An der Académie Royale studierte er Zeichnen. Seine erste signierte Gravur war 1693 der Hermaphrodite  nach Poussin.
1696 ging er an die Akademie in Antwerpen und 1698 nach Amsterdam, wo er als Buchillustrator tätig war. Am Ende des Jahres kehrte er nach Frankreich zurück. 1702 heiratete er in Paris, wo er vor allem als Stecher tätig war. Nach dem Tod seiner Gattin Ende 1708 reiste er über Schweden 1710 nach Den Haag und ließ sich im folgenden Jahr in Amsterdam nieder. Sein Vater folgte ihm hierher.
Zu seinen ausgezeichnetsten Arbeiten gehören das Porträt seines Vaters, des Prinzen Eugen, der Kindermord und die Stiche zu dem Traité des cérémonies religieuses de toutes les nations. Bekannt sind auch seine Stiche der Gemmen der Sammlung des Baron von Stosch, die anders als andere Werke der Zeit sehr originalgetreu waren.

In der niederländischen Auflage Description de la Chine et de la Tartarie chinoise von Jean-Baptiste Du Halde zeichnete Picart u.a. das Bild für ds Titelblatt. 

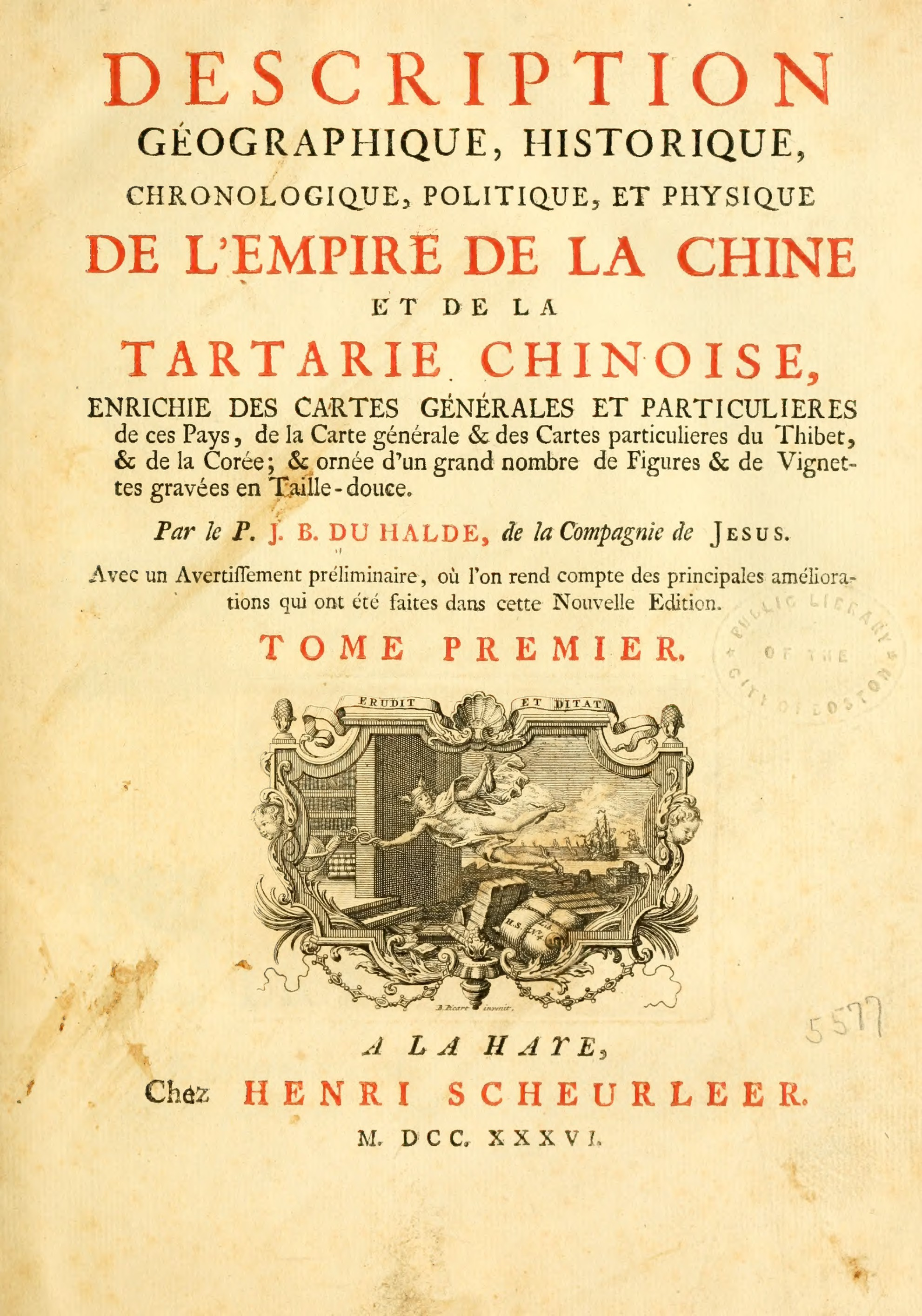
Description géographique, Historique, Chronologique, Politique, & Physique, de la Chine & de la Tartarie Chinoise Band 1, 1736, Titelbild (B. Picart invenit)

Sein Schüler war Jacob van der Schley (1715–1779) aus Amsterdam.

## Werke (Auswahl)
- Cérémonies et coutumes religieuses des peuples idolatres. Representées par des Figures dessinées de la main de Bernard Picard. Avec une Explication Historique, & quelques Dissertations curieuses. Band 1, erster Teil: Qui contient les Ceremonies Religieuses des Peuples des Indes Occidental. J. F. Bernard, Amsterdam 1723.